# إنسان جاوة

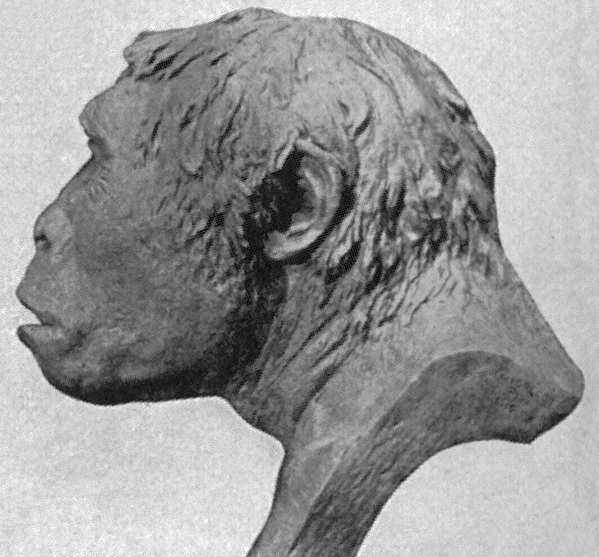
إنسان جاوة كما أظهره إعادة التشكيل

إنسان جاوة (بالإنجليزية: Java Man)‏ هو اسم أطلق على مستحاثات اكتشفت عام 1891 في موقع ترينيل في مقاطعة نجاوي على ضفاف نهر سولو بجاوة بإندونيسيا وهي من أوائل العينات المعروفة للإنسان المنتصب. اعطاها مكتشفها اوجين دوبويس الاسم العلمي Pithecanthropus erectus وهو اسم مستمد من جذور يونانية ولاتينية تعني الإنسان القرد المستقيم.

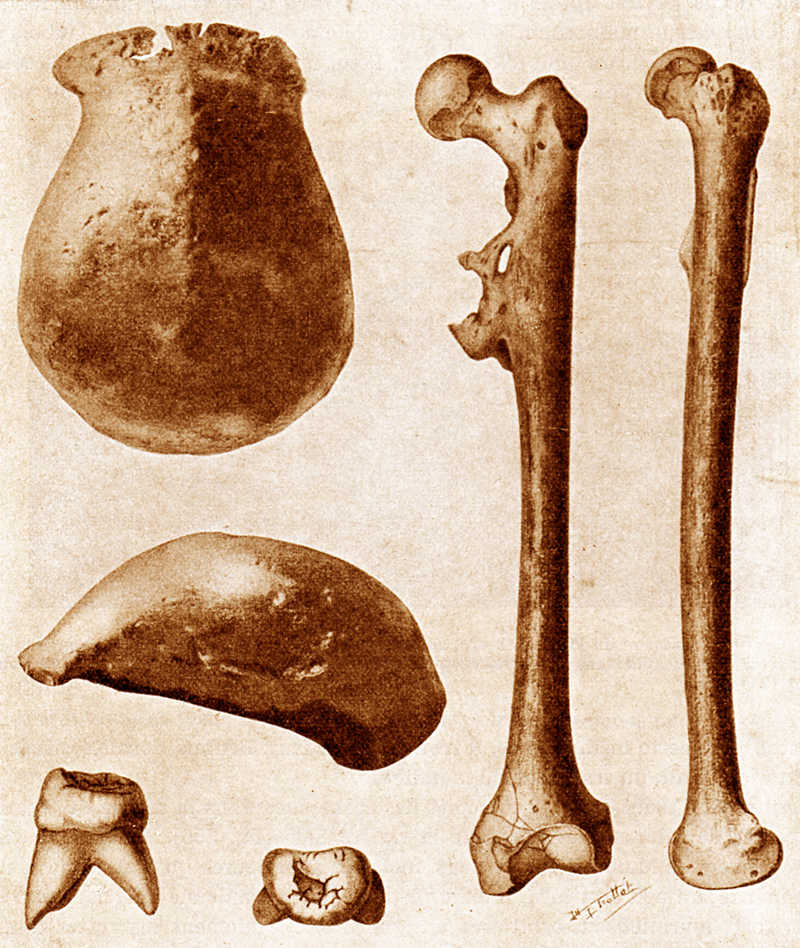
المستحاثات التي اكتشفت عام 1891

كان اكتشاف دوبويس ناقص تماما؛ يتكون من قبة قحف وعظم فخذ وأسنان. هناك خلاف على أن كل هذه العظام تعود إلى نوع واحد. اكتشفت لاحقا عينة أخرى أكثر اكتمالا في قرية سانجيريا في وسط جاوة - 18 كيلو متر شمالا من سولو - وكانت هذه العينة (قبة قحف مماثلة في حجمها مع حجم الأولى التي اكتشفها دوبويس) اكتشفت بواسطة عالم الأحياء القديمة البرليني المولد ج. ه. ر. فون كوينجسوالد سنة 1936. وبالرغم من انه كان هناك اكتشافات للمزيد من العينات في موقع سانجيران إلا أن التقارير الرسمية جاءت منتقدة لفقر الموقع.
أثارت الحفرية الكثير من الجدل. بعد أقل من عشر سنوات من عام 1891، تم نشر ما يقرب عن ثمانين كتاباً أو مقالة عن اكتشافات دوبوا. على الرغم من حجة دوبوا، لم يتم قبول أن إنسان جاوة كان شكلاً انتقالياً بين القردة والبشر على مدى كبير. ورفض البعض هذه الحفريات على أنها قردة أو بشر معاصرين، في حين اعتبر العديد من العلماء إنسان جاوة كفرع جانبي بدائي للتطور لا يرتبط بالإنسان الحديث على الإطلاق. في ثلاثينيات القرن العشرين، زعم دوبوا أن بيثكانثروبوس تطوّر كجيبون عملاق، وهي محاولة خاطئة كثيراً من جانب دوبوا لإثبات أنها كانت الحلقة المفقودة.
في النهاية أدت أوجه التشابه بين إنسان جاوة وإنسان بكين إلى دفع ماير إلى إعادة تسمية كليهما بالإنسان المنتصب في عام 1950، ووضعهما مباشرةً في شجرة التطور البشرية. لتمييز إنسان جاوة، عن باقي أنواع الإنسان المنتصب، بدأ بعض العلماء في السبعينيات باعتباره نوعاً فرعياً من الإنسان المنتصب.
تعتبر الحفريات الأخرى التي عثر عليها في النصف الأول من القرن العشرين في جاوة وفي سانغيريا وموجوكيرتو -وكلها أقدم من تلك التي عثر عليها دوبوا- جزءاً من جنس الإنسان المنتصب. يقدّر أن ما بين 700.000 و1.000.000 عام –في وقت اكتشافهم- كانت حفريات إنسان جاوة أقدم حفريات إنسانية موجودة على الإطلاق. حفريات إنسان جاوة موجودة في هولندا منذ عام 1900.

## تاريخ الاكتشافات

### خلفية
جادل تشارلز داروين أن البشرية تطورت في أفريقيا، لأن هذا هو المكان الذي تعيش فيه القردة العليا كالغوريلا والشمبانزي. على الرغم من أن ادعاءات داروين تم إثباتها منذ ذلك الحين من خلال السجل الأحفوري، فقد تم اقتراحها بدون أي دليل أحفوري. اختلفت معه هيئات علمية أخرى مثل الجيولوجي تشارلز لايل وألفرد راسل والاس، الذي فكّر في نظريّة مماثلة للتطور في نفس الوقت تقريباً مع داروين. لأن كل من لايل ووالاس كانا يعتقدان أن البشر مرتبطين بشكل أوثق بالجيبون والأورانجوتان، فقد حددوا جنوب شرق آسيا كمهد للبشرية لأن هذا هو المكان الذي تعيش فيه هذه القرود. فضل عالم التشريح الهولندي أوجين دوبوا النظرية الأخيرة، وسعى إلى تأكيدها.

### حفريات ترينيل
في تشرين الأول 1887، تخلّى دوبوا عن مسيرته الأكاديمية وتوجه إلى جزر الهند الشرقية الهولندية (إندونيسيا حالياً) للبحث عن الجد المتحجّر للإنسان الحديث . يعد أن لم يتلق أي تمويل من الحكومة الهولندية لجهوده الغريبة –حيث لم يجد أي شخص في ذلك الوقت حفرية بشرية مبكرة أثناء البحث عنها- وانضم إلى جيش جزر الهند الشرقية الهولندية كجراح عسكري. بسبب واجباته في العمل، لم يبدأ إلا في تموز 1888 في استكشاف الكهوف في سومطرة. بعد أن عثر بسرعة على حفريات وفيرة من الثدييات الكبيرة، أعفي دوبوا من مهامه العسكرية (آذار 1889)، وعينت الحكومة الاستعمارية مهندسين وخمسين مدان لمساعدته في عمليات التنقيب. بعد أن فشل في العثور على الحفريات التي كان يبحث عنها في سومطرة، انتقل إلى جاوة في عام 1890.

### مقارنات مع رجل بكين
في عام 1927، حدد الكندي ديفيدسون بلاك اثنين من الأسنان المتحجّرة التي وجدها في تشوكوديان بالقرب من بكين على أنها تنتمي للإنسان القديم، وعيّن عينته سينانثروبوس بيكين، المعروف الآن باسم رجل بكين. في كانون الأول من عام 1929، تم العثور على أول من بين عدة قلنسوات جمجمية في نفس الموقع، وبدا مشابهاً لإنسان جاوة لكن أكبر بقليل.
جادل فرانز ويدنريتش، الذي حلّ محل بلاك في الصين بعد وفاة الأخير في عام 1933، بأن سينانثروبوس كان أيضاً حفريّة انتقاليّة بين القرود والبشر، وكان في الواقع مشابهاً جداً لبيثكانثروبوس. رفض يوجين دوبوا رفضاً قاطعاً قبول هذا الاحتمال، واصفاً إنسان بكين كنوع من البشر البدائيين، وأقرب إلى البشر من بيثكانثروس، وأصرّ على أن بيثكانثروس ينتمي لنوعه الخاص.

### اكتشافات أخرى على إنسان جاوة
بعد اكتشاف إنسان جاوة، استعاد عالم الحفريات المولود في برلين جي. إتش. آر فون كوينغسوالد العديد من الحفريات البشرية المبكرة في جاوة. بين عامي 1931 و1933 اكتشف كوينغسوالد حفريات لإنسان سولو من مواقع على طول نهر بينغاوان سولو في جاوة، بما في ذلك عدة قلنسوات جمجمية وشظايا من الجمجمة. في عام 1936، اكتشف كوينغسوالد قلنسوة لحدث تدعى طفل موجوكيرتو في جاوة الشرقية. بالنظر إلى غطاء جمجمة طفل موجوكيرتو يرتبط ارتباطاً وثيقاً بالبشر.
قام كوينغسوالد أيضاً باكتشافات عديدة في سانغيريا وسط جاوة، حيث تم اكتشاف المزيد من الحفريات من البشر الأوائل بين عامي 1936 و 1941. من بين الاكتشافات كان هناك قبر ذو حجم مماثل لتلك التي عثر عليها دوبوا في موقع ترينيل 2. أقنعت اكتشافات كوينغسوالد في سانغيريا أن جميع هذه الجماجم تعود إلى البشر الأوائل. رفض دوبوا مرة أخرى الاعتراف بالتشابه.
قارن كوينغسوالد وفرانز ويدنريتش الحفريات من جاوة وتشوكوديان وخلصوا إلى أن إنسان جاوة وإنسان بكين يرتبطان ارتباطاً وثيقا. توفي دوبوا في عام 1940، وكان لايزال رافضاً الاعتراف بتلك النتائج. ولاتزال التقارير الرسمية تنتقد العرض التقديمي السيئ لموقع سانغيريا وتفسيره.

## الخصائص الفيزيائية
بلغ طول إنسان جاوة نحو 173 سم (5 أقدام و8بوصات) ويظهر عظم فخذيه انه مشى منتصباً مثل البشر الحديثين. عظمة الفخذ أكثر سمكاً من عظمة الإنسان الحديث، مما يشير إلى أنه كان يقوم بالكثير من الركض [26]. كانت الجمجمة تتميز بالعظام السميكة وجبهة متراجعة على عكس الذقن، فضلاً عن الجسور السنيّة البالغة والفك الهائل. كانت سعة جمجمته 900 سم مكعب، وكانت أصغر سعة بين أنواع الإنسان المنتصب. كان يملك أسناناً بشرية مع أنياب كبيرة The Pithecanthropus fossils were so immediately controversial that by the end of the 1890s, almost 80 publications had already discussed them.
انطلاقاً من الجوانب التشريحية والأثرية بالإضافة إلى الدور البيئي لإنسان جاوة، من المحتمل أنه كان يتناول اللحوم من الفقاريات كجزء مهم من نظامه الغذائي. ربما كان إنسان جاوة، من الأنواع البشرية القديمة النادرة. هناك بعض الأدلة على أن إنسان جاوة استعمل الأدوات الحجرية لتقطيع اللحوم.

## الثقافة المادية
وصل الإنسان المنتصب إلى أوراسيا منذ نحو 1.8 مليون عام، في حدث يعتبر أول هجرة جماعية إفريقية. هناك أدلة على أن سكان جاوة يعيشون في موائل الغابات دائمة الرطوبة. وبصورة أكثر تحديداً، كانت بيئتهم تشبه السافانا، ولكن من المحتمل أن الماء كان يغمرها بانتظام (كالسافانا المشبعة). تضمنت النباتات التي عثر عليها في موقع التنقيب في ترينيل العشب والسرخس والتين والنيلة، وتعتبر جميعها نموذجية بالنسبة للغابات المطيرة في الأراضي المنخفضة.

## التحكم بالنار
تم قبول تحكم الإنسان المنتصب بالنار بشكل عام منذ 400.000 عام من قبل علماء الآثار، مع ادعاءات بخصوص أدلة سابقة وجدت دعماً علمياً متزايداً. تم العثور على الخشب المحروق في طبقات تحمل أحافير إنسان جاوة في ترينيل، والتي يرجع تاريخها إلى نحو 500.000 إلى 830.000 عام. ومع ذلك، نظراً لأن جاوة الوسطى منطقة بركانية، فقد يكون التفحم ناتج عن حرائق طبيعية، وليس هناك دليل قاطع على أن إنسان جاوة تسبب في حرق الخشب. وقد تم اقتراح أن إنسان جاوة كان مدركاً لاستعمال النار، وأن الوجود المتكرر للحرائق الطبيعية قد سمح لإنسان جاوة بالاستخدام الانتهازي الذي لم يخلق نمطاً ظاهرياً مرئياً من الناحية الأثرية.

## وصلات خارجية
- The story of Eugène Dubois's excavations on Homo erectus in Central Java (Youtube video) على يوتيوب